# Monument de Hajduk Veljko Petrović à Negotin
Le monument de Hajduk Veljko Petrović à Negotin (en serbe cyrillique : Споменик хајдук Вељку Петровићу у Неготину ; en serbe latin : Spomenik hajduk Veljku Petroviću u Negotinu) se trouve à Negotin, dans le district de Bor, en Serbie. Il est inscrit sur la liste des monuments culturels protégés de la République de Serbie (identifiant no SK 334),.

## Présentation
Le monument a été érigé en 1892 dans le quartier de Negotin appelé « Vlaška mahala », à l'emplacement de l'une des cinq chaînes dressées pour défendre la ville contre les Ottomans en 1813 ; cette chaîne est connue sous le nom de « chaîne de Ka Abramov ».
Le monument a été construit selon un projet de l'architecte belgradois Jovan Ilkić, connu pour ses projets dans de nombreuses constructions publiques à Belgrade et en Serbie à la fin du XIXe siècle et au début du XXe siècle.
Sur le monument se trouve un relief représentant le haïdouk Veljko Petrović créé par le sculpteur Đorđe Jovanović et réalisé à Paris. Le monument lui-même, en forme d'obélisque reposant sur une base carrée, est fait en marbre et s'élève à 4,50 m. Sur les côtés figurent des poèmes de Dragomir Brzak et de Ljuba Nenadović et, sous le relief, est inscrit ce mot célèbre de Hajduk Veljko : « Je donnerai ma tête mais je ne donnerai pas la Krajina ».